# Dean Saunders
Dean Nicholas Saunders (Swansea, Glamorgan del Oeste, Gales; 21 de junio de 1964) es un exfutbolista y entrenador galés. Jugó como delantero entre 1982 y 2001.
Formó parte del Liverpool y el Aston Villa en la década de los 90, y fijó un nuevo récord de transferencia para un jugador británico cuando en 1988 fichó por el Derby County. Formado en el club de su ciudad natal, el Swansea City, también vistió las camisetas del Oxford United, Brighton, Bradford City, Nottingham Forest y Sheffield United, además de pasos por el Galatasaray turco y el Benfica de Portugal. 
Fue internacional absoluto por la selección de Gales entre los años 1986 y 2001, con la que disputó 75 encuentros y anotó 22 goles, este registro lo coloca entre los 10 jugadores con más partidos disputados y goles convertidos. Aunque no logró clasificar a su selección a un torneo internacional mayor.
Luego de su retiro como jugador en 2001 comenzó su carrera como entrenador en el Reino Unido. Su primer club como primer entrenador fue el Wrexham en 2008. En 2015 fue el director técnico del Chesterfield, el último club que ha dirigido.

## Clubes

### Como jugador
ref.
| Club                    | País       | Año       |
| ----------------------- | ---------- | --------- |
| Swansea City            | Gales      | 1982-1985 |
| Cardiff City (préstamo) | Gales      | 1985      |
| Brighton & Hove Albion  | Inglaterra | 1985-1987 |
| Oxford United           | Inglaterra | 1987-1988 |
| Derby County            | Inglaterra | 1988-1991 |
| Liverpool               | Inglaterra | 1991-1992 |
| Aston Villa             | Inglaterra | 1992-1995 |
| Galatasaray             | Turquía    | 1995-1996 |
| Nottingham Forest       | Inglaterra | 1996-1997 |
| Sheffield United        | Inglaterra | 1997-1998 |
| Benfica                 | Portugal   | 1998-1999 |
| Bradford City           | Inglaterra | 1999-2001 |

### Como entrenador
| Club                    | País       | Año       |
| ----------------------- | ---------- | --------- |
| Wrexham                 | Gales      | 2008-2011 |
| Doncaster Rovers        | Inglaterra | 2011-2013 |
| Wolverhampton Wanderers | Inglaterra | 2013      |
| Crawley Town            | Inglaterra | 2014-2015 |
| Chesterfield            | Inglaterra | 2015      |

## Palmarés

### Como jugador

#### Títulos nacionales
| Título          | Club        | País       | Año     |
| --------------- | ----------- | ---------- | ------- |
| FA Cup          | Liverpool   | Inglaterra | 1991-92 |
| Copa de la Liga | Aston Villa | Inglaterra | 1993-94 |
| Copa de Turquía | Galatasaray | Turquía    | 1995-96 |

## Vida personal
Saunders vive en Cheshire, donde era vecino de su excompañero de selección Gary Speed. Tras la lamentablemente muerte de Speed en 2011, Saunders se describió estupefacto ("flabbergasted") al enterarse.
El hijo de Dean, Callum Saunders, también es futbolista profesional.
En agosto de 2019, Dean fue arrestado durante 10 semanas, aunque solo cumplió un día, por negarse a realizar una prueba de alcoholemia, luego de denuncias de conducción errática por parte del galés.